# ريمون بطرس
ريمون بطرس، (16 شباط 1950 - 2 آذار 2020) مخرج سينمائي سوري وُلد في مدينة حماة، حاصل على ماجستير في الإخراج السينمائي من أوكرانيا عام 1976.
لديه العديد من الجوائز المحلية والعربية والعالمية، مارس الكتابة الصحفية والنقد السينمائي كما احترف الترجمة من الروسية إلى العربية.
شقيقته هي الممثلة كاميليا بطرس.

## مسيرته

### في الإعلام
عمل بين عامي ”1979 ـ 1987“ محررا للأخبار في الإذاعة السورية (القسم الروسي)، كما أعاد تأسيس جريدة النور وعمل بها لمدة عام.

### في التلفزيون
قدم مجموعة من المسلسلات، هي: الجذور تبقى خضراء (2002) تأليفًا - أم هاشم - زواريب مدينة منسية - وأخرج مسرحية عن رواية الحرب في بر مصر.

### في السينما
اشتهر بطرس بأفلامه التي تتمحور حول مدينته ونهر العاصي، فيما عكست أعماله مدى ارتباطه بالبيئة التي وُلد فيها. كما برزت في أفلامه لمسته بموسيقى الفن السابع بعدما درس الموسيقى في الاتحاد السوفياتي على غرار مجموعة كبيرة من زملائه.
عبر مسيرته قدم المخرج ريمون بطرس للسينما السورية اثنين وعشرين فيلماً أربعة منها روائية طويلة هي «المؤامرة المستمرة» (1986)، و«الطحالب» (1991) إضافة لكتابة السيناريو والحوار، و«الترحال» (1997)، و«حسيبة» (2008)، وثمانية عشر فيلماً بين تسجيلي وروائي قصير آخرها فيلم بعنوان «أطويل طريقنا أم يطول».
كما كان مخرجًا مساعدًا في فيلم «الشمس في يوم غائم» (1985).

## جوائز
حصد "بطرس"، خلال حياته العديد من الجوائز، منها: الجائزة الذهبية في مهرجان مولدست عن فيلم صهيونية عادية في عام 1974، والجائزة الفضية عن فيلم الشاهد في مهرجان دمشق السينمائي الخامس عام 1987، والجائزة الفضية عن فيلم الطحالب في مهرجان دمشق السينمائي عام 1991، والجائزة الفضية عن فيلم الترحال في مهرجان دمشق السينمائي عام 1997.

## وفاته
توفي يوم الاثنين 2 مارس 2020، في أحد مستشفيات دمشق، متأثرا بمرضه عن عمر 70 عاما.

## روابط خارجية
- ريمون بطرس على موقع قاعدة بيانات الأفلام العربية